# بلاستر روك (نيو برونزويك)
بلاستر روك (بالإنجليزية: Plaster Rock, New Brunswick)‏ هي قرية تقع في كندا في نيو برونزويك. يقدر عدد سكانها بـ 1,135 نسمة .